# Green Point (King George Island)
Der Green Point (polnisch Przylądek Zielony ‚Kap Grün‘) ist eine Landspitze aus Lavagestein an der Südküste von King George Island im Archipel der Südlichen Shetlandinseln. Sie liegt am Ufer des Collins Harbour.
Polnische Wissenschaftler benannten sie 1980 deskriptiv. Namensgebend sind die grünen Moose und Flechten, die die Landspitze bewachsen.